# 凱峰
凱峰（英語：Kaye Crest）是南極洲的山峰，位於毛德皇后地的瑪塔公主海岸，處於普雷紹夫山脈和加布倫茨山脈之間，屬於穆利格-霍夫曼山脈的一部分，現時由南極條約體系管理。